# Обхідний шлях біосинтезу андрогенів
Обхідний шлях біосинтезу андрогенів — це збірна назва для всіх метаболічних шляхів, у яких клінічно значущі андрогени синтезуються з 21-вуглецевих стероїдів (прегнанів) шляхом їх 5α-відновлення за участю тестостерону та/або андростендіону. Спочатку описаний як шлях, при якому 5α-відновлення 17α-гідроксипрогестерону в кінцевому підсумку призводить до біосинтезу 5α-дигідротестостерону з тих пір було виявлено кілька інших шляхів, які призводять до 11-окислених андрогенів, які є потенційними агоністами рецепторів андрогенів. Обхідний шлях є альтернативою традиційному канонічному андрогенному шляху біосинтезу, що включає тестостерон та/або андростендіон як проміжні елементи.

## Вступ
Обхідні шляхи андрогенів є важливими метаболічними процесами, що беруть участь у синтезі клінічно значущих андрогенів з 21-вуглецевих стероїдів (прегнанів) за допомогою їх 5α-відновлення. Ці шляхи відбуваються без участі тестостерону та/або андростендіону, які є частиною звичайного канонічного андрогенного шляху. Спочатку 5α-відновлення 17α-гідроксипрогестерону було описано в медичній літературі як шлях, який зрештою призводить до синтезу 5α-дигідротестостерону (ДГТ). Однак за останні два десятиліття було виявлено кілька інших шляхів, що ведуть до синтезу 11-окислених андрогенів, які є потужними агоністами рецепторів андрогенів. Механізм відповіді організму на андрогени відбувається за рахунок зв'язування андрогенів з цитозольними рецепторами андрогенів, які переміщуються в ядро після зв'язування андрогенів і зрештою регулюють транскрипцію генів через чутливі андрогенні елементи. Цей механізм відповіді грає вирішальну роль чоловічої статевої диференціації ембріона і статевого дозрівання людини, соціальній та інших типах тканин і процесах. Відкриття «обхідного шляху» до 5α-дигідротестостерону у кенгуру в 2003 дало нові можливості розуміння біосинтезу андрогенів у людини. Згодом вчені також охарактеризували інші «обхідні шляхи», що ведуть до сильнодіючих 11-окислених андрогенів, що забезпечило подальше розуміння синтезу андрогенів in vivo. Розуміння цих шляхів має вирішальне значення для розробки ефективних методів лікування станів, пов'язаних із біосинтезом андрогенів.

## Біохімія

### Обхідний шлях біосинтеу дигідротестостерону

«Обхідний шлях» біосинтезу андрогенів (червоні стрілки) манівець тестостерону, вбудований у звичайний синтез андрогенів, який призводить до 5α-дигідротестостерону через тестостерон.

Основною особливістю «обхідного шляху» біосинтезу андрогенів є те, що 17α-гідроксипрогестерон (17-OHP) може бути 5α-відновлений і, нарешті, перетворений на 5α-дигідротестостерон (ДГТ) альтернативним шляхом, минаючи звичайні проміжні сполуки андростенд.
Цей шлях активується під час нормального внутрішньоутробного розвитку та призводить до ранньої чоловічої статевої диференціації. Вперше він був описаний у сумчастих, а потім підтверджений у людей. Як канонічний, так і обхідний шлях біосинтезу ДГТ необхідні для нормального розвитку чоловічих статевих органів людини, тому дефекти обхідного шляху від 17-ОНР або прогестерону (P4) до ДГТ призводять до недостатньої вірилізації ембріонів чоловічої статі, оскільки плацентарний P4 є попередником ДГТ через обхідний шлях біосинтезу.
При дефіциті 21-гідроксилази або дефіциті оксидоредуктази цитохрому Р450 цей шлях може бути активований незалежно від віку та статі навіть при незначному підвищенні рівня циркулюючого 17-ОНР.
У той час як 5α-відновлення є останньою трансформацією в класичному шляху біосинтезу андрогенів, це перший крок в «обхідних шляхах» до 5α-дигідротестостерону. Ці обхідні шляхи починаються з 5α-відновлення або 17-OHP, або P4, які зрештою перетворюються на ДГТ.

#### Шлях 17α-гідроксипрогестерону
Першим етапом цього шляху є 5α-відновлення 17-OHP до 5α-прегнан-17α-ол-3,20-діону (17OHDHP, так як він також відомий як 17α-гідрокси-дигідропрогестерон). Реакцію каталізує SRD5A1 . 17OHDHP потім перетворюється на 5α-прегнан-3α,17α-діол-20-он (5α-Pdiol) за допомогою 3α-відновлення ізоферментом 3α-гідроксистероїддегідрогенази (AKR1C2 і AKR1C4) або HSD який також має 3α-відновну активність. 5α-Pdiol також відомий як 17α-гидроксиаллопрегнанолон або 17OH-аллопрегнанолон. 5α-Pdiol потім перетворюється на 5α-андростан-3α-ол-17-он, також відомий як андростерон (AST), за рахунок 17,20-ліазної активності CYP17A1, який відщеплює бічну ланцюг (зв'язок C17-C20) від стероїду. ядро, перетворюючи стероїд C21 (прегнан) на стероїд C19 (андростан або андроген). AST 17β-відновлюється до 5α-андростан-3α,17β-діолу (3α-діолу) за допомогою HSD17B3 або AKR1C3. Останнім етапом є 3α-окислення 3α-діолу в тканинах-мішенях до ДГТ ферментом, що володіє активністю 3α-гідроксистероїдоксидази, таким як AKR1C2, HSD17B6, HSD17B10, RDH16, RDH5 і DH. Це окиснення не потрібно в класичному шляху андрогенів. Шлях можна узагальнити наступним чином: 17-OHP → 17OHDHP → 5α-Pdiol → AST → 3α-діол → ДГТ.

#### Шлях прогестерону
Шлях від Р4 до ДГТ подібний до описаного вище від 17-ОНР до ДГТ, але вихідним субстратом для 5α-редуктази тут є Р4, а не 17-ОНР. Плацентарний P4 у плоду чоловічої статі є вихідним матеріалом для «чорного ходу» — обхідного шляху, що діє у багатьох негідних тканинах. Першим кроком на цьому шляху є 5α-відновлення P4 до 5α-дигідропрогестерону (5α-DHP) за допомогою SRD5A1. Потім 5α-DHP перетворюється на алопрогнанолон (AlloP5) за допомогою 3α-відновлення за допомогою AKR1C2 або AKR1C4. Потім AlloP5 перетворюється на 5α-Pdiol під дією 17α-гідроксилазної активності CYP17A1. Потім цей шлях протікає так само, як і шлях, який починається з 17-ОНР, і його можна узагальнити як: P4 → 5α-DHP → AlloP5 → 5α-Pdiol → AST → 3α-діол → ДГТ.

### Біосинтез 11-окислених андрогенів

Скорочені шляхи до 11-окислених андрогенів із трансформаціями (чорні стрілки). Дві групи стероїдів відрізняються конфігурацією С17, що з чотирма різними попередниками. Перша група — це конверсія прогестерону. Друга група являє собою перетворення 17-гідроксипрогестерону. CYP17A1 каталізує стероїди C_{21} (прегнані) до стероїдів C_{19} (андростани). Деякі перетворення, існування яких передбачається, але ще доведено, показані пунктирними стрілками. Деякі реакції, опосередковані CYP17A1, які трансформують класи 11-окислених андрогенів (сіра рамка), опущені для ясності. Стероїди Δ^{5}, які трансформуються в стероїди Δ^{4} також опущені для ясності.

Є два відомі 11-окислені андрогени, 11-кетотестостерон (11КТ) і 11-кетодигідротестостерон (11КДГТ), які зв'язують і активують рецептори андрогенів за силою, аналогічною силам Т і ДГТ відповідно. У деяких роботах передбачається, що, хоча 11OHT і 11OHDT можуть не мати значної андрогенної активності, як вважалося раніше, вони все ж таки можуть бути важливими попередниками андрогенних молекул. Відносна важливість андрогенів залежить від їх активності, циркулюючих рівнів та стабільності. Було встановлено, що стероїди 11OHA4 і 11KA4 мають мінімальну андрогенну активність, але залишаються важливими молекулами в цьому контексті, оскільки вони діють як попередники активних андрогенів.
Обхідні шляхи до 11-окислених андрогенів можуть бути в цілому представлені двома точками входу Δ4 стероїдів (17-ОНР і Р4), які можуть зазнавати загальної послідовності з трьох перетворень:
1. 11β-гідроксилювання[27] за допомогою CYP11B1 в корі надниркових залоз,
2. 5α-відновлення за допомогою SRD5A1 / SRD5A2 ,
3. оборотне 3α-відновлення/окислення кетону/спирту за допомогою AKR1C2 або AKR1C4 .

## Клінічне значення
При вродженій гіперплазії кори надниркових залоз (ВГКН) через дефіцит 21-гідроксилази або цитохром P450 оксидоредуктази (POR), пов'язані з цим підвищені рівні 17-OHP призводять до обхідного шляху біосинтезу ДГТ, який 5α-відновлення 17-OHP. Цей шлях може бути активований незалежно від віку та статі. Надлишок 17-ОНР у ембріога при ВГКН може сприяти синтезу ДГТ, що призводить до вірилізації зовнішніх статевих органів у новонароджених дівчаток з ВГКН . Рівні Р4 також можуть бути підвищені при ВГКН, що призводить до вірилізації зовнішніх статевих органів у новонароджених дівчаток з ВГКН. Рівні Р4 можуть бути підвищені при ВГКН, що призводить до надлишку андрогенів через обхідний шлях від Р4 до ДГТ. 17-ОНР і Р4 також можуть бути субстратами для 11-окислених андрогенів при ВГКН.
Ще з 1990-х років відомо, що рівні крові C21 11-окислених стероїдів 11OHP4 і 21dF підвищені при (некласичній/класичній) ВГКН, а профілі ЖХ-МС/МС, що включали ці стероїди, для клінічного застосування. У пацієнтів з класичною ВГКН, які отримували терапію глюкокортикоїдами, рівні C19 11-окислених стероїдів у сироватці крові були підвищені в 3-4 рази порівняно з контрольною групою, що складалася із здорових людей. У тому ж дослідженні рівні C 19 11-окислених андрогенів позитивно корелювали зі звичайними андрогенами у жінок, але негативно у чоловіків. Рівні 11KT були в 4 рази вищими в порівнянні з T у жінок з цим захворюванням. У дорослих жінок із ВГКН співвідношення ДГТ, що продукується заднім шляхом, до кількості, що продукується звичайним шляхом, збільшується у міру того, як погіршується контроль надлишку андрогенів за допомогою терапії глюкокортикоїдами. У пацієнтів з ВГКН з поганим контролем захворювання 11-окислені андрогени залишаються підвищеними довше, ніж 17-ОНР, що є кращим біомаркером ефективності контролю захворювання. У чоловіків з ВГКН рівень 11-окислених андрогенів може вказувати на наявність пухлин яєчок у надниркових залозах. Як класичний, і обхідний шлях біосинтезу андрогенів, які ведуть до ДГТ, необхідні нормального розвитку чоловічих статевих органів людини. Дефіцит каталітичної активності ферменів в обхідному шляху до ДГТ від 17-ОНР або від Р4 призводить до недоверизації плода чоловічої статі, оскільки плацентарний Р4 є попередником ДГТ в обхідному шляху.
Тематичне дослідження п'яти пацієнтів 46, XY (чоловіки) з двох сімей показало, що атиповий зовнішній вигляд геніталій був пов'язаний з мутаціями у AKR1C2 та/або AKR1C4, які діють виключно в обхідному шляху до ДГТ. Мутації в AKR1C3 та генах, залучених до класичного шляху андрогенів, були виключені як причини атипового зовнішнього вигляду. 46, XX (жінки) родичі хворих пацієнтів, які мають ті ж мутації, були фенотипно нормальними та фертильними. Хоча і AKR1C2, і AKR1C4 необхідні синтезу ДГТ в обхідному шляху, дослідження показало, що мутацій лише у AKR1C2 достатньо руйнації. Однак ці варіанти AKR1C2/AKR1C4, що ведуть до порушень статевого зарвіту (НПР), рідкі й досі повідомлялися лише у цих двох сім'ях. У цьому тематичному дослідженні наголошується на ролі AKR1C2/4 в альтернативних андрогенних шляхах.
Ізольований синдром дефіциту 17,20-ліази, обумовлений варіантами CYP17A1, цитохрому b5 і POR, також може порушувати обхідний до ДГТ, оскільки активність 17,20-ліази CYP17A1 необхідна як для класичного, так і обхідного шляху біосинтезу андр. Цей рідкісний дефіцит може призвести до НПР у обох статей, причому у уражених дівчаток симптоми відсутні до статевого дозрівання, коли у них з'являється аменорея.
11-окислені андрогени можуть відігравати важливу роль у НПР. Біосинтез 11-окислених андрогенів у плода може збігатися з ключовими етапами продукції кортизолу — на 8-9-му, 13-24-му тижнях, а також з 31-го і далі. На цих стадіях порушення активності CYP17A1 та CYP21A2 призводить до збільшення АКТГ через дефіцит кортизолу та накопичення субстратів для CYP11B1 у шляхах утворення 11-окислених андрогенів і може викликати аномальний розвиток плоду жіночої статі.

## Історія
У 1987 р. Екштейн та співавт. інкубували тестикулярні мікросоми щура в присутності радіоактивно мічених стероїдів і продемонстрували, що 5α-андростан-3α,17β-діол переважно продукується з 17α-гідроксипрогестерону (17-OHP). У той час як «андростандіол» використовувався для позначення як 5α-андростан-3α,17β-діолу, так і 5α-андростан-3β,17β-діолу, «3α-діол» використовується тут для скорочення 5α-андростан-3α,17β-діола, оскільки це загальноприйнята угода, і підкреслює її як 3α-редуковану похідну ДГТ. Функція 3α-діолу на той час не була відома.
У 2000 р. Шоу та співавт. продемонстрували, що циркулюючий 3α-діол опосередковує розвиток передміхурової залози у молодих кенгуру шляхом перетворення на ДГТ у тканинах-мішенях. Молодняк кенгуру не демонструє статевого диморфізму в циркулюючих рівнях Т і ДГТ під час розвитку простати, що дозволяє припустити, що це відповідальний інший механізм андрогенізації. Хоча афінність зв'язування 3α-діолу з андрогенними рецепторами на п'ять порядків нижче, ніж у ДГТ (зазвичай описуваного як неактивний AR), було відомо, що 3α-діол може окислюватися назад до ДГТ під дією низки дегідрогеназ.
У 2003 р. Вілсон та співавт. інкубували насінники молодих сумчастих з радіоактивно міченим прогестероном, щоб показати, що експресія 5α-редуктази в цій тканині забезпечує новий шлях від 17-OHP до 3α-діолу без T як проміжний продукт: 17-OHP → 17OHDHP → 5α-Pdiol → AST → 3α-діол. У 2004 р. Махендроо та співавт. продемонстрували, що в насінниках мишей діє новий шлях, що перекривається, узагальнюючи те, що було продемонстровано у кенгуру: P4 → 5α-DHP → AlloP5 → 5α-Pdiol → AST → 3α-діол.
Термін «обхідний шлях» (backdoor pathway) був придуманий Охусом в 2004 і визначений як шлях до ДГТ, який: 1) обходить звичайні проміжні сполуки андростендіон (А4) і Т; 2) включає 5α-відновлення 21-вуглецевих (C21) прегнанов до 19-вуглецевих (C19) андростанов; і 3) включає 3α-окислення 3α-діолу до ДГТ. Обхідний шлях пояснив, як андрогени виробляються при певних нормальних та патологічних станах у людей, коли класичний шлях андрогенів не може повністю пояснити наслідки, що спостерігаються. Шлях, визначений Охусом, додає ДГТ до кінця шляху, описаного Вілсоном та співавт. в 2003 р.: 17-OHP → 17OHDHP → 5α-Pdiol → AST → 3α-діол → ДГТ. Клінічна значимість цих результатів була вперше продемонстрована у 2012 р., коли Камрат та співавт. метаболіти зв'язують із сечею з обхідним шляхом біосинтезу андрогенів від 17-ОНР до ДГТ у пацієнтів з дефіцитом 21-гідроксилази.
Барнард та співавт. у 2017 році продемонстрували метаболічні шляхи від стероїдів C21 до 11KDHT, які обходять A4 та T in vitro у клітинній культурі, отриманій з раку передміхурової залози, що аналогічно до обхідного шляху до ДГТ. Ці нещодавно відкриті шляхи до 11-окислених андрогенів також були описані як обхідні шляхи через подібність і були додатково охарактеризовані в подальших дослідженнях.